# Tobias Vögeli
Tobias Vögeli (* 2. September 1995 in Bern) ist ein Schweizer Politiker. Er ist seit 2022 Mitglied des Parlament des Kantons Bern. Er war Präsident der Jungen Grünliberalen Schweiz, und war während fünf Jahren Gemeinderat in Frauenkappelen sowie Projektleiter des glp lab.

## Leben
Vögeli wuchs als jüngstes von neun Kindern in Frauenkappelen (Bern) auf. Er absolvierte eine kaufmännische Ausbildung bei der Polizei- und Militärdirektion des Kantons Bern. Nach der Lehre arbeitete er im Controlling. Nach Abschluss der Berufsmaturität legte er 2016 die Passerelle-Prüfung ab und studierte Rechtswissenschaften an der Universität Bern. Nach seinem Studium war er zunächst im Bereich Legal & Compliance des Kantonsspitals Aarau tätig, bevor er berufliche Erfahrungen in der Anwaltskanzlei Valfor Rechtsanwälte und am Regionalgericht Emmental-Oberaargau sammelte.
Im 2019 gründete er den Dorfladen in Frauenkappelen mit.

## Politik
2015 war Vögeli bei der Gründung des glp lab beteiligt, bei welchem er als Projektleiter für politische Bildung tätig war. Vögeli war von 2016 bis 2019 in der Studierendenschaft der Universität Bern im Exekutivamt, wo er unter anderem in einem Rechtsstreit gegen die Universität vor Gericht siegte. Er gründete die Jungen Grünliberalen des Kantons Bern mit und wurde am 3. Februar 2018 als Gründungsvizepräsident der jglp Bern gewählt. Nach seiner Wahl in das nationale Co-Präsidium der jglp legte er sein Amt als Vize-Präsident nieder. Bei der Gemeindeversammlung am 7. Juni 2018 wurde er als jüngstes Gemeinderatsmitglied von Frauenkappelen gewählt und war bis zu seinem Rücktritt am 30. Juni 2023 für die Ressorts Finanzen und Liegenschaften verantwortlich. Als Gemeinderat hat er unter anderem die Steuern gesenkt.
Von 2018 bis 2024 war Vögeli Präsident der Jungen Grünliberalen Schweiz. Seit Januar 2019 gehört er zudem der Geschäftsleitung der GLP Schweiz an.

## Interessebindung
Tobias Vögeli ist Mitglied im Vorstand der Interessengemeinschaft Sozialpsychiatrie Bern, welche psychisch und kognitiv beeintrechtigte Menschen begleitet, betreut und behandelt. Er ist zudem im Kulturverein Kornhausforum Bern im Vorstand aktiv.